# Australian Crawl
Gli Australian Crawl sono stati un gruppo rock australiano, attivo dal 1978 al 1986.

## Formazione
- Simon Binks — chitarra (1978–1984, 1985–1986)
- David Reyne — batteria (1978)
- James Reyne — voce, chitarra, tastiera, armonica (1978–1986)
- Brad Robinson — chitarra, tastiera (1978–1986)
- Paul Williams — basso (1978–1985)
- Bill McDonough — batteria (1978–1983)
- Guy McDonough — voce, chitarra (1980–1984)
- Graham "Buzz" Bidstrup — batteria (1983)
- John Watson – batteria (1983–1986)
- Mark Greig – chitarra (1984–1986)
- Simon Hussey – chitarra, tastiera (1984)
- Harry Brus – basso (1985–1986)

## Discografia

### Album in studio
- 1980 – The Boys Light Up
- 1981 – Sirocco
- 1982 – Sons of Beaches
- 1984 – Semantics (USA)
- 1985 – Between a Rock and a Hard Place

### EP
- 1983 – Semantics

### Album dal vivo
- 1983 – Phalanx
- 1986 – The Final Wave

### Raccolte
- 1984 – Crawl File
- 1996 – Lost & Found
- 1998 – More Wharf: Greatest Hits
- 2000 – Reckless: 1979-1995
- 2002 – The Definitive Collection
- 2014 – The Greatest Hits